# 왕연어
왕연어는 연어목 연어과의 물고기이다.

## 특징
왕연어의 머리 뒷부분과 윗부분은 청록색, 빨간색 또는 보라색이고, 옆면과 복부 표면은 은색이다. 그것은 꼬리에 검은색 반점과 상반신이 있다. 성체의 몸길이는 24cm에서 100cm까지 다양하지만, 최대 180cm까지 자랄 수 있다. 평균 몸무게는 4.5~22.7kg이지만, 최대 75kg에 이를 수 있다.

## 참조
- “왕연어”. Intergrated Taxonomic Infomation System. 2006년 1월 30일에 확인함.[깨진 링크(과거 내용 찾기)]

1. ↑  Oncorhynchus tshawytscha https://explorer.natureserve.org/Taxon/ELEMENT_GLOBAL.2.102499/Oncorhynchus_tshawytscha